# Schimanski muss leiden
Schimanski muss leiden ist ein Fernsehfilm aus der Kriminalreihe Schimanski der ARD.
Der Film wurde von Colonia Media produziert und am 3. Dezember 2000 zum ersten Mal gesendet. Er ist die neunte Folge der Schimanski-Reihe mit Götz George.

## Handlung
Eines Morgens steht an Schimanskis Ankerplatz das verstörte kurdische Mädchen Nadiye mit Mantel und Kopftuch. Schimanski und Marie-Claire wollen zu Königsbergs Geburtstag nach Hamburg fahren und nehmen sie nach erfolgloser Befragung zur deutsch-belgischen Grenze mit, um sie dort Hunger vom Staatsschutz zu übergeben. Auf ihrer Fahrt nehmen sie noch Hänschen auf und machen Rast bei einem Autobahnrestaurant nahe Duisburg.
Hunger bringt das Mädchen in die Nervenheilanstalt Duisburg zu Dr. Arkar, der unter anderem kurdische Flüchtlinge durchschleust. In dieser Anstalt arbeitet auch der junge Taco, der seiner Großmutter Simone Popp Wohnungsgegenstände stiehlt, um sie an seinen Kollegen zu verkaufen. Das Beweismaterial, das das kurdische Mädchen bei sich trägt, soll von einem vertrauten Pfleger Arkars zu einer Kontaktstelle außerhalb übergeben werden. Es handelt sich um Fotos und Briefe, die Folter in türkischen Gefängnissen zeigen. Da Taco diese Beobachtung als Drogengeschäft missversteht, fängt er den Boten ab und bietet ihm an, mit ihm dorthin zu fahren. Es kommt an der Raststätte, in der Schimanski weilt, zu einem Streit, bei der Taco den Boten mit der gestohlenen Waffe seiner Großmutter verletzt und flieht. Schimanski wundert sich wegen des Trubels und macht sich kundig. Plötzlich wird er fast von Großmutter Simone überfahren, die panisch versucht hat, ihren Enkel aufzuhalten.
Simone Popp verlangt von Schimanski, ihrem Enkel zu folgen. Hänschen muss nun einen Fall aufklären, statt Urlaub zu machen. Marie-Claire ist dies zu viel und sie brennt mit einem LKW-Fahrer durch. Während der Verfolgung wird Schimanski von einem Mercedes gerammt und von zwei türkischen Agenten durchsucht. Da sie nichts finden, verschwinden sie wieder. Da sie Taco verloren haben, fahren Schimanski und Simone zu seiner Wohnung, in der gerade Tacos Freundin Maya ein Schäferstündchen mit einem anderen hat. Diesen Umstand nutzt Simone Popp, mittels ISDN und eines Handys Taco ausfindig zu machen. Zusammen mit Tacos Freundin und Schimanski sucht sie Arkars Klinik auf und zeigt ihm ein manipuliertes Foto, das angeblich Taco verletzt zeigt. Doch nebenbei erkennt Schimanski, wie ihn Hunger aufs Kreuz gelegt hat, denn er dachte, Hunger würde Nadiye nicht gerade dort hinbringen.
Als Taco sich plötzlich bei seiner Freundin am Handy meldet, trifft sie ihn in einem Café eines Einkaufszentrums. Simone und Schimanski lauern den beiden auf, wobei Tacos Freundin dessen Waffe ergreift und damit ihnen beiden die Chance zur Flucht ermöglicht. Während der Verfolgung der beiden kreuzen auch jeweils zwei Kämpfer der PKK sowie die türkischen Agenten dort auf, wobei ein Agent von der PKK-Terroristin Fatma erstochen wird. Taco und Maya knacken einen amerikanischen Wagen im Parkhaus und können den PKK-Leuten in letzter Minute entfliehen. Sie werden aber vom letzten türkischen Agenten im Mercedes bis aufs Land verfolgt. Die Verfolgung endet mit einem Unfall, den Taco und seine Freundin überleben.
Schimanski, der gar nichts mehr versteht, wird kurzfristig von Wachleuten festgenommen. Hänschen erscheint und hält ihn für verrückt, doch Schimanski vermutet, dass alle Fäden in der Klinik zusammen laufen. Bei Staatsanwältin Schäfer bringt er seinen Unmut zum Ausdruck und erfährt nebenbei, das Königsberg im Sterben liegt, was er aber für einen Irrtum hält.
Er sucht Simone Popp in ihrem Haus auf, das durchwühlt wurde. Die erfolgreiche Architektin klagt ihm ihr Leid und beide schlafen miteinander, nachdem sie sich bei Alkohol angefreundet haben. Während beide im Bett sind, schleicht Taco ins Haus. Als er sie beobachtet und Schimanski ihn ansieht, macht er sich wieder aus dem Staub.
In der Klinik derweil ist Hunger mit Arkar nicht weiter gekommen, da dieser Hilfe von außen erwartet. Schäfer sucht Schimanski bei Simone Popp auf und erklärt die Situation. Nebenbei schickt sie Hänschen mit einem Sondereinsatzkommando zur Anstalt. Ein wenig später taucht sie selbst dort auf und Hunger versucht sie abzulenken, indem er mit ihr sexuelle Nettigkeiten austauscht. Die PKK-Terroristen verschaffen sich unterdessen mit Gewalt Zugang zum geschlossenen Bereich der Klinik. Taco, dort angekommen, wird von Sondereinheiten der Polizei gestellt. Schimanski und Simone schleichen sich in die Klinik und bringen Nadiye heimlich durch den Keller heraus. Da der Plan der PKK gescheitert ist, Nadiye zu bekommen, verschleppen sie dafür Arkar. Nachdem Schimanski sich von Simone auf einem Flugplatz verabschiedet hat, bringt sie Nadiye zu Freunden außer Landes.
Endlich in Hamburg angekommen, muss Schimanski feststellen, dass Königsberg bereits an seinem Geburtstag verstorben ist. Es bleibt ihm nur ein Abschiedstonband seines Chefs. Als er aus dem Krankenzimmerfenster blickt, sieht er seine Marie-Claire, die sich entschieden hat, zu ihm zurückzukehren.

## Auszeichnungen
Christiane Hörbiger erhielt unter anderen für ihre Leistung in Schimanski muss Leiden 2001 den Adolf-Grimme-Preis im Wettbewerb „Spezial“.

## Hintergrund
Der Film griff ein Thema auf, das durch die Verhaftung des PKK-Funktionärs Abdullah Öcalan ein Jahr zuvor wieder an Aktualität gewonnen hatte, aber durch den Kosovokrieg etwas in den Hintergrund gerückt war. Nachdem mit Hänschen eine vertraute Figur der alten Tatort-Filme zurückgekehrt war, wurde Schimanskis ehemaligem Chef Königsberg ein würdiger Abschluss gewidmet.